# تفاعل إساي
تفاعل إساي (Isay reaction) هو عبارة عن تفاعل عضوي يتم فيه تحويل بعض الداي أمينو بيريميدينات إلى بترينات عن طريق التكاثف مع مركب 2،1 - داي كربونيل مثل، 3،2 – بيوتان ديون. وقد سُمي هذا التفاعل على اسم إوتو إساي.